# Trioza erytreae
Trioza erytreae (psila africana de los cítricos) es un insecto hemíptero de la familia Triozidae. Es una importante plaga del género Citrus (cítricos), siendo junto con la especie Diaphorina citri, los únicos vectores conocidos de la grave enfermedad producida por Candidatus liberibacter, conocida como huanglongbing, HLB o «citrus greening». Se trata de un insecto chupador ampliamente distribuido por África, donde frecuentemente es portador de la enfermedad HLB.
Recientemente, este insecto ha sido detectado por primera vez en Europa, tras su aparición en Galicia, España, aunque aún no se han detectado casos de HLB en este país.

## Distribución
El triozido de los cítricos se encuentra en Camerún, islas Comoras, Etiopía, Kenia, Madagascar, Malaui, Mauricio, Reunión, Ruanda, Sudáfrica, Santa Elena, Sudán, Suazilandia, Tanzania, Uganda, República Democrática del Congo, Zambia y Zimbabue. También se encuentra en Arabia Saudita, Yemen y los archipiélagos de la Macaronesia de Madeira y las Islas Canarias.
Recientemente se ha introducido en la península ibérica a través de Galicia. Sin embargo, el «citrus greening» aún no se ha detectado.

## Descripción

### Morfología
Las puestas de huevos se localizan en los márgenes de hojas nuevas. Estos eclosionan pasados unos 10 días, y las ninfas comienzan a alimentarse en el envés de la hoja, produciendo agallas y deformando las hojas. Los adultos son alados y comienzan siendo pálidos pero se oscurecen con el tiempo hasta tomar un color marronáceo. La hembra es más grande que el macho, aunque la característica más distintiva es que cuando se alimentan forman un ángulo de unos 35 grados con la superficie vegetal.

### Desarrollo
Una hembra puede poner hasta 2000 huevos a lo largo de su vida, la cual dura entre 4 y 7 semanas. El clima seco y cálido es muy negativo para su desarrollo, prefiriendo climas suaves y húmedos. En Sudáfrica, pueden llegar a tener hasta 8 generaciones al año.

### Localización en la planta
T. erytreae vive exclusivamente sobre plantas de la familia Rutaceae, tanto cultivadas como silvestres. Prefieren los brotes jóvenes y tiernos para alimentarse y desarrollar su ciclo de vida.

## Daños en los cultivos
Los daños directos producidos por esta plaga se caracterizan por la deformación de los brotes tiernos y la formación de numerosas agallas, lo cual debilita la planta.
Sin embargo, los daños más importantes que causa esta plaga son indirectos, al ser el principal agente transmisor de las bacterias Candidatus Liberibacter spp., que causan la enfermedad del «citrus greening» o huanglongbing en los países donde las bacterias se encuentran presentes.

## Control

### Control biológico
En Rodesia han sido detectados los parasitoides Terrastichus radiatus, Psyllaephagus pulvinatus. En Reunión y Mauricio se ha introducido con éxito el parasitoide Tamarixia dryi.

### Control químico
Entre los productos más utilizados actualmente se encuentran el dimetoato y los piretroides.